# Love Gun
Love Gun is het zesde studioalbum van de hardrockband Kiss. Het album verscheen op 30 juni 1977 en werd geproduceerd door Kiss en Eddie Kramer.
Er zijn twee singles van uitgebracht: Christine Sixteen en Love Gun.

## Nummers
1. "I Stole Your Love" (Paul Stanley)
2. "Christine Sixteen" (Gene Simmons)
3. "Got Love For Sale" (Simmons)
4. "Shock Me" (Ace Frehley)
5. "Tomorrow and Tonight" (Stanley)
6. "Love Gun" (Stanley)
7. "Hooligan" (Peter Criss, Stan Penridge)
8. "Almost Human" (Simmons)
9. "Plaster Caster" (Simmons)
10. "Then She Kissed Me" (Jeff Barry, Ellie Greenwich, Phil Spector)